# 假掌袋貂属
假掌袋貂屬（低地假掌袋貂），哺乳綱的一屬，而與假掌袋貂屬（低地假掌袋貂）同科的動物尚有岩卷尾袋貂屬（岩卷尾袋貂）、大袋鼯屬（大袋鼯）等之數種哺乳動物。